# Acacia grisea
Acacia grisea är en ärtväxtart som beskrevs av Spencer Le Marchant Moore. Acacia grisea ingår i släktet akacior, och familjen ärtväxter. Inga underarter finns listade i Catalogue of Life.